# 라이온켐텍
주식회사 라이온켐텍(Lion Chemtech Co. Ltd.)는 대한민국의 합성왁스와 인조대리석 제조 기업이다. 본사는 대전시 대덕구 대덕대로1277번길 36에 위치해 있으며 대표이사는 박희원이다.

## 역사
1973년 9월 대전에서 새한화학공업사로 창업하였다 기업 승계작업 난항 등을 이유로 삼성증권을 오너의 경영권 매각을 논의했으나 최종 결렬되었다 대신 라이온첨단소재으로 물적분할을 하였다.

## 논란
회사가 노조와의 임금교섭이 결렬된 뒤 노조 파업을 이유로 직장폐쇄를 단행한 바 있다.  

## 상장
2013년 11월 19일 공모가 12,500원에 상장하였다.

## 참고문헌
1. ↑  정태환, 한국IR협의회 종목분석보고서-라이온켐텍, 2020.08.06.
2. ↑  라이온켐텍 회장의 고백 "주주들에 미안…주가 부양 나설 것", 한국경제, 2023.05.28
3. ↑  '50년 역사' 대전 라이온켐텍, 오너家 지분 전량 매각, 대전일보, 2022.09.28
4. ↑  
'인조대리석만 집중' 라이온켐텍, 유가 하락에 미소, 더벨, 2023-06-14
5. ↑  이상문, 라이온켐텍, 자사주 소각 결정, 중도일보, 2023-06-04
6. ↑  이재, 220명 다니는 회사 50명 파업했다고 ‘직장폐쇄’, 매일노동뉴스, 2023.12.05